# Massiccio dell'Adamaoua
L'altopiano dell'Adamaoua si estende nell'Africa centro-occidentale, tra la Nigeria sud-orientale, il Camerun centro-settentrionale e la Repubblica Centrafricana. 
Si tratta di una serie di rilievi montuosi, elevantisi sopra un altipiano centrale di 900–100 m e che raggiungono l'altezza massima di 2.650 m s.l.m.. Digradano a nord verso la Valle di Benue, a est e a sud verso una serie di pianori coperti di steppe e savane, con scarse colture e caratterizzati dalla presenza di enormi massi sovrapposti dalla natura nei modi più strani, i cosiddetti stones.
Il clima in quest'area è predesertico, quindi con escursioni termiche notevoli tra il giorno e la notte che può essere abbastanza fredda, così come l'alba. Il clima è quindi molto secco e quando tira il vento dal deserto del Ciad, tutto viene ricoperto dalla sabbia rossa.